# Tensor skręcenia

Skręcenie wzdłuż geodezyjnej

Tensor skręcenia – obiekt opisujący przekręcenie ramki poruszającej się wzdłuż krzywej.

## Definicja formalna
Jeśli zadane jest {\displaystyle C^{r}} połączenie {\displaystyle \nabla ,} to równość:
{\displaystyle T(X,Y)=\nabla _{X}Y-\nabla _{Y}X-[X,Y]}
definiuje pewne {\displaystyle C^{r-1}} pole tensorowe, gdzie {\displaystyle X,Y} – dowolne {\displaystyle C^{r}} pola wektorowe, {\displaystyle [X,Y]} – nawias Liego pól wektorowych.
Taki tensor nazywamy tensorem skręcenia (torsion tensor). W bazie współrzędnościowej jego składowe są równe:
{\displaystyle T_{jk}^{i}=\Gamma _{jk}^{i}-\Gamma _{kj}^{i}.}